# 西伦敦大学
西伦敦大学（英語：University of West London）一家位於英國的大學，原稱泰晤士河谷大学（Thames Valley University），由伊靈高等學院、泰晤士河谷學院、倫敦旅館與觀光學校（London School of Hospitality and Tourism）、夏洛特皇后健康看護學院和倫敦音樂學院等學院由1990年起合併成西伦敦理工学院。1992年，成為泰晤士河谷大学。2004年吸納雷丁學院暨藝術及設計學校成為新成員學院。2010年8月宣稱將更名為西伦敦大学，2011年4月6日正式更名。

## 排名
該大學整体排名在英國位於中上游。該校於2023年The Guardian英國大學排名位列23位。在 2022 年全國學生調查 (NSS) 中，學生滿意度、學生意見和學術支持在英國排名第一。2023 年完全大學指南中最佳現代倫敦大學（非專業)。在《2023 年衛報大學指南》全國 121 所大學中排名第 23 位。《泰晤士報》和《星期日泰晤士報》優秀大學指南 2023 年度最佳學生體驗大學和年度最佳教學質量大學。UWL 的研究整體質量位居英國前 100 名大學之列，近 80% 的研究在最新的政府卓越研究框架（ 參考）評估。

## 學生生活
西倫敦大學學生會（West London Students' Union）在2016年獲評大倫敦地區最佳學生會。

### 住宿

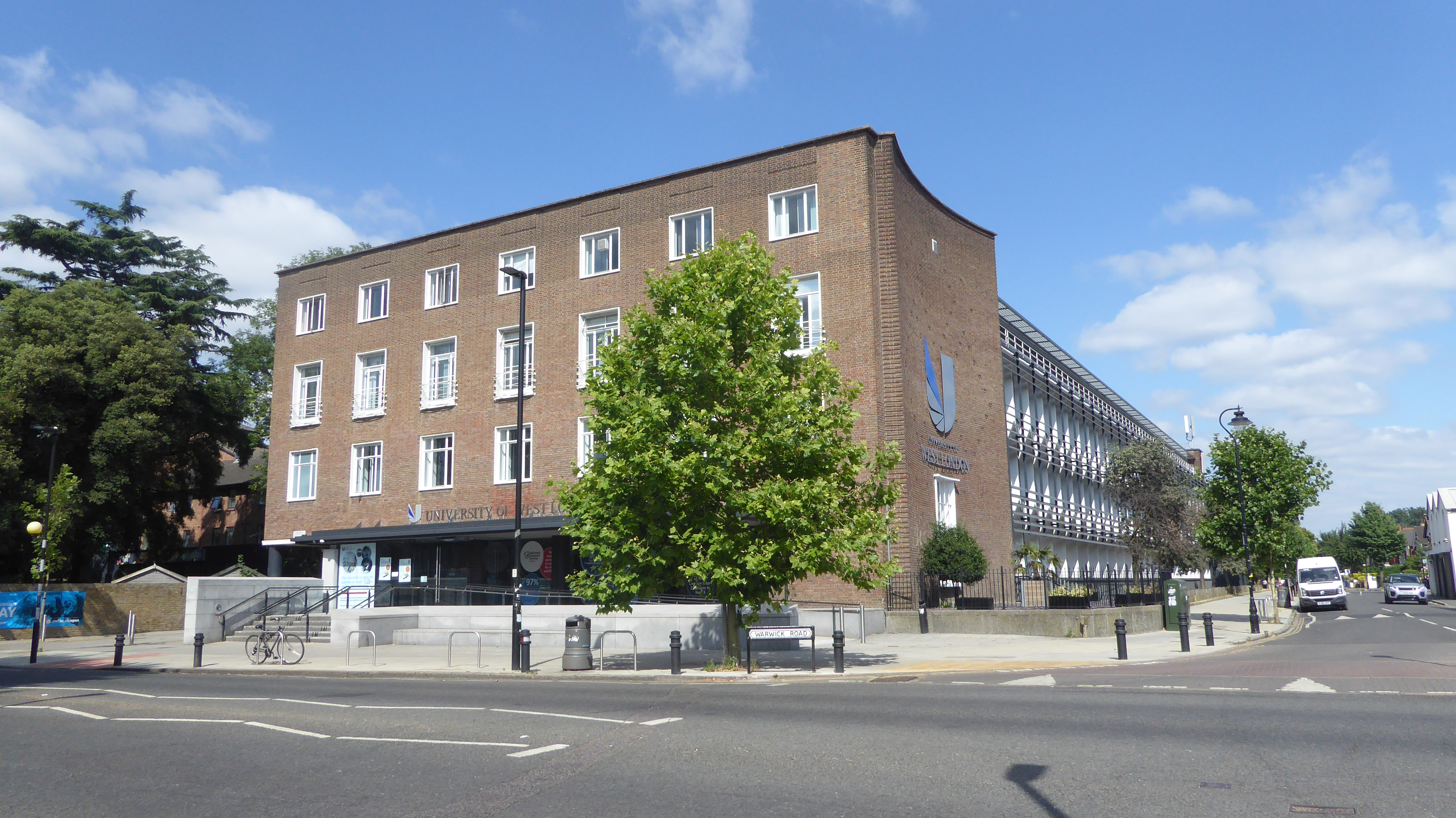
伊靈聖瑪麗路校區

2006年之前，該大學只在雷丁設有宿舍，伊靈校區宿舍是租置的。後來才開設了其他校區宿舍。但新宿舍租金比較昂貴，在2007年至2008年度與SOAS的宿舍一起被評為大倫敦地區租金最貴的學生宿舍。但學校方面認為考慮到宿舍的高水準設施及環境，價格是相當合理的。